# Fiordul Ilulissat
Coordonate: 69° 9′ 32" n. Br., 50° 30′ 23" w. L.
Fiordul și ghețarul Ilulissat se află în apropiere de orașul Ilulissat  (daneză: Jakobshavn) la 250 km de cercul polar de nord pe coasta de vest în Groenlanda. Fiordul are lungimea de 40 și o lățime de 7 km. La partea dinspre uscat se continuă cu un ghețar „Sermeq Kujalleq”, care este cel mai activ ghețar din lume. Viteza de deplasare a ghețarului atinge 20 de metri pe zi, ceace înseamnă o cantitate de 35 km3 pe an. Fiordul prin activitatea ghețarului este tot timpul acoperit cu munți de gheață. Vara mai ales se desprind din ghețar blocuri ce ating o înălțime de 700 m din care numai 10–12% se află deasupra nivelului apei. Un aisberg are nevoie de un timp de 12 până la 15 luni până ce ajunge la gura fiordului. Cantitatea de apă care este cedată de ghețar mării polare se apreciază între 5–10% din cantitatea totală a apei produsă de Groenlanda.
Din anul 2004 ghețarul este declarat patrimoniu mondial UNESCO.
1. 1 2  Nationally designated areas inventory, accesat în 26 iunie 2021